# Bembidion honestum
Bembidion honestum es una especie de escarabajo del género Bembidion, familia Carabidae. Fue descrita científicamente por honestum Say en 1823.
Habita en Illinois, Carolina del Norte, Nueva Escocia y Ontario.